# Кірнан Дьюзбері-Голл
Кірнан Френк Дьюзбері-Голл (англ. Kiernan Frank Dewsbury-Hall, нар. 6 вересня 1998, Ноттінгем, Англія) — англійський футболіст, півзахисник лондонського «Челсі».

## Початок
Кірнан Дьюзбері-Голлл є вихованцем клубної академії «Лестер Сіті», до якої приєднався у віці восьми років. У 2017 році футболіст підписав з клубом перший професійний контракт. У 2019 році він був визнаний кращим гравцем молодіжної команди.

## Лестер Сіті
В січні 2020 року Дьюзбері-Голл дебютував у першій команді, коли вийшов на заміну у матчі Кубка Англії. А вже через два футболіст на правах оренди до кінця сезону приєднався до клубу «Блекпул».
Після повернення, в жовтні 2020 року Кірнан підписав з «Лестером» новий контракт на чотири роки і знову був направлений в оренду на сезон 2019/20 до клубу «Лутон Таун». Граючи в «Лутоні», Дьюзбері-Голл отримав нагороду кращого гравця команди в сезоні.
28 серпня 2021 року півзахисник дебютував за основу «Лестера» в чемпіонаті Англії. А в грудні того року забив свої перші голи в груповому раунді Ліги Європи. В червні 2022 року футболіст підписав з клубом новий контракт до 2027 року. У сезоні 2023/24 Дьюзбері-Голл допоміг команді виграти турнір Чемпіоншип і повернутися до АПЛ. За результатами сезону Кірнан був включений в символічу команду Чемпіоншип.

## Челсі
В липні 2024 року Дьюзбері-Голл приєднався до лондонського «Челсі», куди раніше перейшов його колишній тренер по «Лестер Сіті» Енцо Мареска.

## Титули
Лестер Сіті
- Переможець Чемпіоншип: 2023/24[12]

Челсі
- Переможець Ліги конференцій УЄФА: 2024/25
- Переможець Клубного чемпіонату світу: 2025

Індивідуальні
- Символічна збірна Чемпіоншип: 2023/24[13]